# Ujiie
Ujiie (氏家町 Ujiie-machi?) fue un pueblo de Japón ubicado en el distrito de Shioya, prefectura de Tochigi.

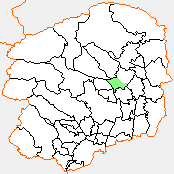
Mapa de Ujiie, Tochigi

El 28 de marzo de 2005 Ujiie fue fusionado con el pueblo de Kitsuregawa, también del distrito de Shioya, para formar la nueva ciudad de Sakura.
A la altura del año 2003, el pueblo tenía una población estimada de 29898 personas y una densidad de población de 598,08 personas por km². El área total era de 49,99 km².